# Martin Klika
Martin Klika (* 9. března 1970 Most) je český politik a bývalý policista, v letech 2008 až 2024 zastupitel Ústeckého kraje (z toho v letech 2012 až 2016 radní kraje a 2016 až 2020 první náměstek hejtmana), od roku 2006 zastupitel města Litvínov (v letech 2006 až 2010 též místostarosta města), bývalý člen ČSSD.

## Život
Nejprve absolvoval učební obor s maturitou mechanik důlních strojů a velkostrojů na Středním odborném učilišti strojírenském I. v Meziboří, maturoval v roce 1988. Následně se v letech 1988 až 1989 živil jako zámečník v montážní četě na šachtě Jan Šverma v Komořanech u Mostu.
V roce 1990 složil na Střední odborné škole Policie ČR v Praze praporčické zkoušky po jedenapůlletém studiu, kde v letech 1989 až 1990 působil jako frekventant. V roce 1990 začal pracovat u Policie ČR – nejprve jako hlídková služba na obvodním oddělení Most (1990 až 1991) a následně jako člen zásahové jednotky Krajské ředitelství Ústí nad Labem (1992 až 2001), které od roku 1994 velel. V letech 2001 až 2002 byl instruktorem a vedoucím pracovníkem pro civilní zaměstnance u městské policie v Litvínově.
Mezi roky 2002 a 2003 se živil jako pracovník ostrahy u soukromé společnosti Speed HAN, následně byl v letech 2003 až 2006 velitelem městské policie Litvínov. V roce 2003 absolvoval základní profesní příprava strážníka u POLIS Příbram a zkoušky na Ministerstvu vnitra ČR. V letech 2007 až 2012 vystudoval obor speciální pedagogika na Univerzitě Jana Amose Komenského Praha (získal titul Mgr.). Na stejné univerzitě úspěšně složil i rigorózní zkoušky a získal titul PhDr. V letech 2014 až 2015 absolvoval manažerský profesní program na Národním centru vzdělávání a tělovýchovy v Roudnici nad Labem (získal titul MBA).
Martin Klika žije ve městě Litvínov na Mostecku, konkrétně v části Janov. Je ženatý, manželkou Lenkou mají tři děti – syny Martina a Lukáše a dceru Terezu.

## Politické působení
Od roku 2001 je členem ČSSD. V komunálních volbách v roce 2006 byl jako lídr kandidátky zvolen zastupitelem města Litvínov. Ve volebním období 2006 až 2010 navíc zastával post místostarosty města. Ve volbách v roce 2010 mandát obhájil (opět jako lídr kandidátky), v pozici místostarosty však dále nepokračoval. Stejně tak uspěl i ve volbách v letech 2014 a 2018 (vždy jako lídr kandidátky).
V krajských volbách v roce 2008 byl za ČSSD zvolen zastupitelem Ústeckého kraje. Mandát ve volbách v roce 2012 obhájil a následně se stal radním kraje pro bezpečnost a sociální věci. Také ve volbách v roce 2016 byl zvolen zastupitelem kraje. Dne 21. listopadu 2016 se stal 1. náměstkem hejtmana.
V krajských volbách v roce 2020 byl lídrem společné kandidátky ČSSD, hnutí UFO a hnutí ProMOST v Ústeckém kraji pod názvem "Lepší sever". Proti takovéto podobě kandidátky se však postavilo vedení ČSSD a schválilo vlastní kandidátku. Klika tak pozastavil členství v ČSSD a kandidátka "Lepšího severu" byla podána ve stejném složení. Mandát krajského zastupitele tak obhájil jako nestraník za hnutí UFO. Nicméně se nestal součástí nové krajské koalice a skončil tak v pozici náměstka hejtmana. Mandát krajského zastupitele mu skončil po krajských volbách v roce 2024, jelikož již znovu nekandidoval.